# LG V30
LG V30 — Android-фаблет, производимый LG Electronics как часть серии LG V. Представленный 31 августа 2017 года в качестве преемника LG V20, V30 отказывается от дополнительного дисплея V20 в пользу «плавающей полосы», которая имеет почти те же функции, что и второй дисплей. Он по-прежнему оснащен четырьмя ЦАПами для улучшения звука.

## История
Телефон был анонсирован 3 августа 2017 года в пресс-релизе LG, показывающем нижнюю половину дисплея FullVision. 7 августа были разосланы пресс-приглашения со словами «Свет. Камера. Действие».

## Технические характеристики

### Аппаратное обеспечение
V30 имеет переднюю и заднюю панель Gorilla Glass 5, зажатую между алюминиевым корпусом и 6,0-дюймовым дисплеем P-OLED FullVision с соотношением сторон 2: 1 (продается как 18: 9) производства LG Display. Его процессор представляет собой SoC Qualcomm Snapdragon 835 с графическим процессором Adreno 540 в сочетании с 4 ГБ оперативной памяти. V30 имеет 64 ГБ встроенной памяти, а V30+ — 128 ГБ, которую можно расширить с помощью карты microSD. Это также первый смартфон LG с OLED-дисплеем.
В LG V30 используется камера с двумя объективами: 16-мегапиксельный основной датчик с углом обзора 71° и 13-мегапиксельный широкоугольный датчик с углом обзора 120°. Тем не менее, основная камера также имеет апертуру f/1,6, самую низкую среди смартфонов на момент выпуска, и 10-битный датчик HDR. 10-битный датчик изображения HDR способен захватывать почти 1 070 000 000 различных цветов, что примерно на 211 % больше цветов, чем 8-битный датчик изображения. Основной датчик имеет оптическую стабилизацию изображения, которая корректирует размытость изображения на фотографиях и видео, но на широкоугольном объективе нет OIS.
V30 поддерживает скорость загрузки до 1 Гбит/с в сетях 4G. Модель H932 модели V30 для T-Mobile — это первый смартфон, поддерживающий 4G LTE Band 71 с частотой 600 МГц.

### Программное обеспечение
V30 поставляется с Android 7.1.2 «Nougat» (с возможностью обновления до 9.0, но без поддержки высоких частот) с пользовательским интерфейсом LG, LG UX 6.0+. Он поставляется с функцией Android Always on Display.

## Прием
V30 получил высокую оценку за наличие одной из самых зрелых систем с двумя камерами и за качество звука, за сохранение разъема для наушников, поскольку другие премиальные смартфоны перестали его предоставлять, а также за наличие нескольких аудиодатчиков для ввода и 32-битный Quad-DAC (цифро-аналоговый преобразователь) для вывода.
Телефон подвергался критике за чрезмерное количество вредоносных программ на устройствах операторов связи, а качество его экрана подвергалось критике за относительное отсутствие насыщенности цветов и недостатки, как в случае с Google Pixel 2 XL, который оснащен дисплеем, также изготовленным LG.